# Napothera crispifrons
Napothera crispifrons е вид птица от семейство Pellorneidae.

## Разпространение
Видът е разпространен във варовиковите хълмове на северен и източен Тайланд на северозапад от южен Мианмар.